# Наймана праця і капітал
Наймана праця і капітал (нім. Lohnarbeit und Kapital) — збірка передових статей німецького філософа й економіста Карла Маркса (1818—1883) у «Neue Rheinische Zeitung» (Новій Райнській Газеті) у 1849 році, в основі яких лежать лекції, читані ним 1847 року в Брюссельському німецькому робітничому союзі. Багаторазово виходила окремим памфлетом. Переклад на українську вийшов друком 1925 року у Харкові, у Державному видавництві України.